# مالاپاتان
مالاپاتان سبوانو: Lungsod sa Malapatan رسمی مالاپاتان ; Maguindanaon , الفبای جاوی: تاگالوگ: Bayan ng Malapatan)، یک شهرداری درجه یک در استان سارگانی، فیلیپین است. طبق سرشماری سال ۲۰۲۰، ۸۰۷۴۱ نفر جمعیت دارد.
مالاپاتان از غرب به خلیج سارانگانی، از شرق به داوائو اوکسینتال، از شمال به آلابل و از جنوب به گلان محدود می‌شود.